# 4379 Snelling
4379 Snelling eller 1988 PT1 är en asteroid i huvudbältet som upptäcktes den 13 augusti 1988 av det amerikanska astronom paret Eugene M. och Carolyn S. Shoemaker vid Palomar-observatoriet. Den är uppkallad efter Reginald och Heather Snelling.
Asteroiden har en diameter på ungefär 20 kilometer.